# らいでん西瓜

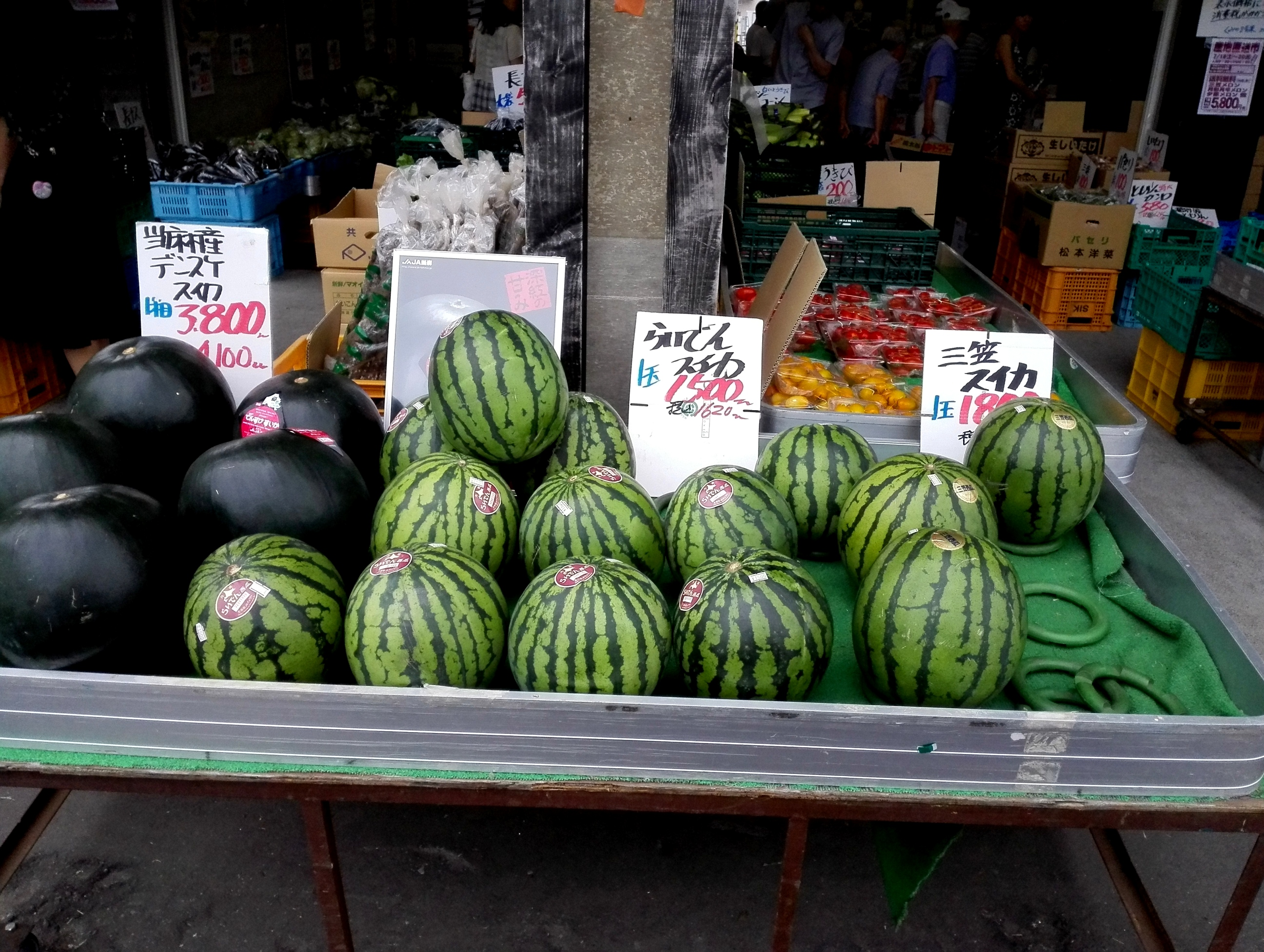
らいでんスイカ（道の駅三笠で）2015年7月

らいでん西瓜（らいでんすいか）は、北海道岩内郡共和町のきょうわ農業協同組合（JAきょうわ）によって生産・出荷されている地域ブランドのスイカ。

## 概要
北海道最大のスイカ生産地である共和町で生産されるスイカである。名称「らいでん」は、西瓜・メロンの耕作地から一望できる、ニセコ・積丹・小樽海岸国定公園である景勝地『雷電海岸』から命名された。
1963年（昭和38年）に生産が始まり、1986年（昭和61年）にスイカとネギの混植栽培を開始。ネギの殺菌作用を生かした農薬に頼らない安全な作物づくりに取り組み、1997年（平成9年）に環境保全型農業推進コンクールで「農林水産大臣賞」を受賞した。
出荷前には光センサー付きの選果機を使用して一つ一つ検査し、トレーサビリティによって品質管理がなされる。重さ・密度・色・形・縞模様・糖度など、選別に合格したものに「らいでんスイカ」の名称が与えられる。
近年、札幌市中央卸売市場に出荷されたスイカは、初競りで毎年、2玉20万円の高額で取引されている。

## 製品
出荷期間は、6月より10月まで。

### 種類
大玉種赤肉種
- らいでん西瓜：品種「スリーセブン[7]（祭ばやし777）」

緑色で黒色の縞模様。出荷時期は6月上旬から8月下旬頃まで。
- らいでん抑制西瓜：品種「マイティー[7]（マイティー21）」

緑色で黒色の縞模様。出荷時期は9月上旬から10月下旬頃まで。
- 太陽らいでん西瓜：品種「太陽[8]」

黄色で橙色の縞模様。主に観賞用として栽培。出荷時期は7月中。
小玉赤肉種
- らいでんジュニア西瓜：品種「スウィートキッズ[7]」

らいでん西瓜を家庭用冷蔵庫に丸のまま入れることを目的に開発された。出荷時期は大玉種（スリーセブン）とほぼ同様。
果皮が薄く、緑色で黒色の縞模様。糖度13度前後。
長形小玉赤肉種
- らいでんマダーボール西瓜：品種「マダーボール[7]」

ラグビーボールのような長形の形状。
果皮が薄く、緑色で黒色の縞模様。糖度13度前後。

## 歴史
- 1963年 共和町宮丘（みやおか）地区にて生産組織『みのる会』が冬場の椎茸栽培の後作として3haのトンネル栽培を実施。生産が開始される。
- 1964年 共和町宮丘、発足（はったり）地区の生産者52名により、発足青果物生産出荷組合が創立。初代組合長は神坂要治。
- 1971年 作付面積が110haとなり、販売高が1億円を上回る。また、この年『らいでん西瓜』を商標登録。
- 1972年 スイカ、メロンの着果促進のため、手間のかかる人工交配から蜜蜂による交配方法へ変更する。
- 1976年 らいでん西瓜の品種を縞王、翠章、三喜の3品種とする。
- 1981年 らいでん西瓜の品種を縞王、翠章、秀陽の3品種とする。また、スイカ、メロンの栽培に対する耕作者並びに先輩諸氏の努力と実績が認められ、55年度日本農業賞奨励賞を受賞。
- 1983年 らいでん西瓜の品種を縞王、翠章、富士光の3品種とする。
- 1985年 らいでん西瓜の品種を縞王系統、新王山2号、富士光の3品種とする。
- 1986年 らいでん西瓜の作付面積が275haとなり、作付面積のピーク期を迎える。
- 1987年 らいでん西瓜の品種を縞王マックスRE、新王山2号、翠章の3品種とする。また、この年、北海道内初となるコンピューターによる形状選別（機械選果）を行うための野菜集出荷施設（スイカ選果場）が完成。
- 1988年 らいでん西瓜の品質（空洞果、糖度等）に対し、栽培面からの見直しを行うため、『おいしい　らいでん西瓜づくり』と題した耕作者会議が開催された。これにより、スイカの連作障害を取り除くべく長ネギの混植を導入、らいでん西瓜の品種も縞王マックスREのみに統一する。
- 1986年 前年の耕作者会議による生産者及び組織の意識改革、更には普及所等、関係機関による技術指導等の結果、販売代金が10億円を突破する。
- 1990年 消費者の核家族化が進み軽量、小型化へと変化するニーズに応えるため、らいでん西瓜の1箱入数を4玉入れから2玉入れとし、等級を従来の『秀・優・良・並』から『赤秀・青秀・優・良』へと変更する。
- 1991年 スイカの前進栽培による北海道一の早い出荷（6月中旬出荷）を目指す為、加温ハウスを導入し、現実のものとした。（6月12日初出荷）また、セリ値については5万円（1ケース）のご祝儀相場となった。
- 1992年 量販店の台頭により、従来の玉売りからカット売りへとニーズが変化し、それらに対応できるスイカ作りを行う為、新品s種（ファインエース・紅大）を試作し、各品種1割の作付を義務化する。また、より良い品質で安全な食品を求める消費者ニーズに応える為、海藻を主体としたアルギット資材を用いて栽培するアルギット西瓜の出荷を開始。
- 1993年 らいでん西瓜の品種を従来に縞王からファインエース・紅大へと転換する。また、7月中に全体の50％を出荷させる計画に取組みハスス作・ビニール栽培を強化し、前進栽培を進める。
- 2000年8月1日 JAの統合によりJAきょうわより出荷。